# Eutelia ablatrix
Eutelia ablatrix is een vlinder uit de familie van de Euteliidae. De wetenschappelijke naam van de soort is voor het eerst geldig gepubliceerd in 1852 door Guenée.